# Герб Кикнурского района
Герб муниципального образования «Кикнурский район» — опознавательно-правовой знак, составленный и употребляемый в соответствии с правилами геральдики, служащий официальным символом муниципального района «Кикнурский район» Кировской области Российской Федерации.

## Описание герба
Описание герба:
В зелёном поле выходящие из-за золотых головок хлебных колосьев, вырастающих снизу в оконечности, руки в серебряных рукавах, держащие охапку хлебных колосьев, расположенных веерообразно.

## Обоснование символики
Обоснование символики:
Гласный герб. Название района происходит от названия райцентра — пгт Кикнур, что с марийского означает «рука в поле». Из оконечности геральдического щита, сложенной из хлебных колосьев, символизирующих поле, выходят руки, держащие охапку колосьев — олицетворяющих богатые сельскохозяйственные традиции Кикнурского района.
Золотой цвет — самый благородный из цветов (металлов), используемых в геральдике, олицетворяет солнце — источник жизни и богатства, как материального, так и духовного, символизирует милосердие, человеколюбие, любовь, счастье, богатство, великодушие, мудрость и щедрость.
Зелёный цвет поля передаёт специфику отрасли экономики Кикнурского района — заготовку и обработку древесины. Зелёный цвет также символизирует дружбу, надежду, изобилие и стремление к победе.

## История создания
- В 2013 году в Кикнурском районе проходил конкурс на лучший рисунок герба района. В декабре 2013 года состоялось заседание районной думы на котором специалист регионального отделения Союза геральдистов России Е. М. Дрогов разъяснил  требования к символике района. Дума утвердила эскиз герба, который в течение первого полугодия 2014 года дорабатывался и вновь был внесён на обсуждение и утверждение депутатами[2].
- 15 мая 2014 — герб района утверждён решением Кикнурской районной Думы[3]. Тем же документом было утверждено Положение о гербе, определяющее порядок его воспроизведения и использования. Так, установлено, что допускается равно применимое воспроизведение герба как в виде одного щита, так и с дополнительными элементами — золотой территориальной короной о пяти зубцах (обозначающей административный статус муниципального района) и с вольной частью (воспроизводящей герб Кировской области, указывая на территориальную принадлежность района). Таким образом, герб может воспроизводиться в четырёх вариантах: одним щитом, или с вольной частью, или с короной, или с вольной частью и короной.
- 27 июня 2014 — герб района внесён в Государственный геральдический регистр Российской Федерации под регистрационным номером 9306[4].